# کشتار (فیلم ۲۰۱۱)
کشتار (به انگلیسی: Carnage) عنوان فیلمی به کارگردانی رومن پولانسکی با بازی جودی فاستر، کیت وینسلت، کریستوف والتس و جان سی ریلی محصول سال ۲۰۱۱ است که بر پایهٔ نمایش‌نامهٔ خدای کشتار به قلم یاسمینا رضا ساخته شده است. این فیلم محصول چهار کشور فرانسه، آلمان، لهستان و اسپانیا است.
Carnage اولین بار در جشنواره بین المللی فیلم ونیز 2011 در 1 سپتامبر 2011، جایی که برای شیر طلایی رقابت کرد، نمایش داده شد. این فیلم در 18 نوامبر 2011 اکران شد. این فیلم نقدهای مثبتی دریافت کرد و منتقدان بازی بازیگران و کارگردانی پولانسکی را تحسین کردند. در شصت و نهمین جوایز گلدن گلوب، فاستر و وینسلت نامزد بهترین بازیگر زن – موزیکال یا کمدی شدند. این آخرین فیلم پولانسکی بود که تا قصر در سال 2023 به زبان انگلیسی فیلمبرداری شد.

## داستان
فیلم ماجرای دیدار دو زوج است که به‌خاطر دعوای فرزندانشان در یک پارک با یکدیگر صحبت می‌کنند.